# Marcel Janco
Marcel Janco, ursprungligen Marcel Hermann Iancu, född 1895 i Bukarest, Rumänien, död 1984 i Tel Aviv, Israel, var en rumänsk-israelisk arkitekt och konstnär.

## Biografi
Janco växte upp i en judisk övre medelklassfamilj i Bukarest. På gymnasiet studerade han måleri och grafik. Under denna period blev han bekant med Tristan Tzara och Ion Vinea och tillsammans grundade de tidskriften Simbolul (Symbol). Efter första världskrigets utbrott flyttade han och hans bror sommaren 1914 till Schweiz, där de bytte sitt efternamn till Janco och Marcel började studera kemi vid universitetet i Zürich för att hösten 1915 istället börja studera arkitektur. På grund av kriget bröts brödernas kontakt med övriga familjen och därmed också deras försörjning. Då de sökte arbete vid olika nattklubbar och cabareter hamnade de på Cabaret Voltaires öppningskväll och på så vis kom han att bli en del av Dada-gruppen i Zürich. Hans främsta bidrag till gruppen bestod av hans träsnitt som användes till affischer och tidningsuppslag, hans masker och kostymer som användes under framträdanden på Cabaret Voltaire och hans skulpturala kubistiska reliefer. Hans konstnärliga uttryck var starkt influerat av den så kallade primitiva konsten från Oceanien, Afrika och konst skapad av psykiskt sjuka.
Från och med 1919 arbetade de båda bröderna som arkitekter i Paris. 1923 återvände de till Rumänien där de arbetade som arkitekter i Bukarest. Marcel fortsatte även att arbeta med sitt konstnärskap och konsttidskriften Contimporanul (föråldrad rumänsk stavning av ordet det samtida) som han tillsammans med Ion Vinea grundat året innan. Denna tidskrift som först gavs ut veckovis och sedan månatligt fram till 1932 introducerade en mängd västeuropeiska konstruktivistiska och dadaistiska konstnärer och författare för det rumänska avantgardet. 1940 flyttade han till Brittiska Palestinamandatet på grund av de antisemitiska strömningarna i Rumäninen och 1953 etablerade han konstnärsbyn Ein Hod i Israel. Mot slutet av sitt liv deltog han i skapandet av ett dadamuseum i Ein Hod och detta har idag fått namnet Janco Dada Museum.

## Galleri

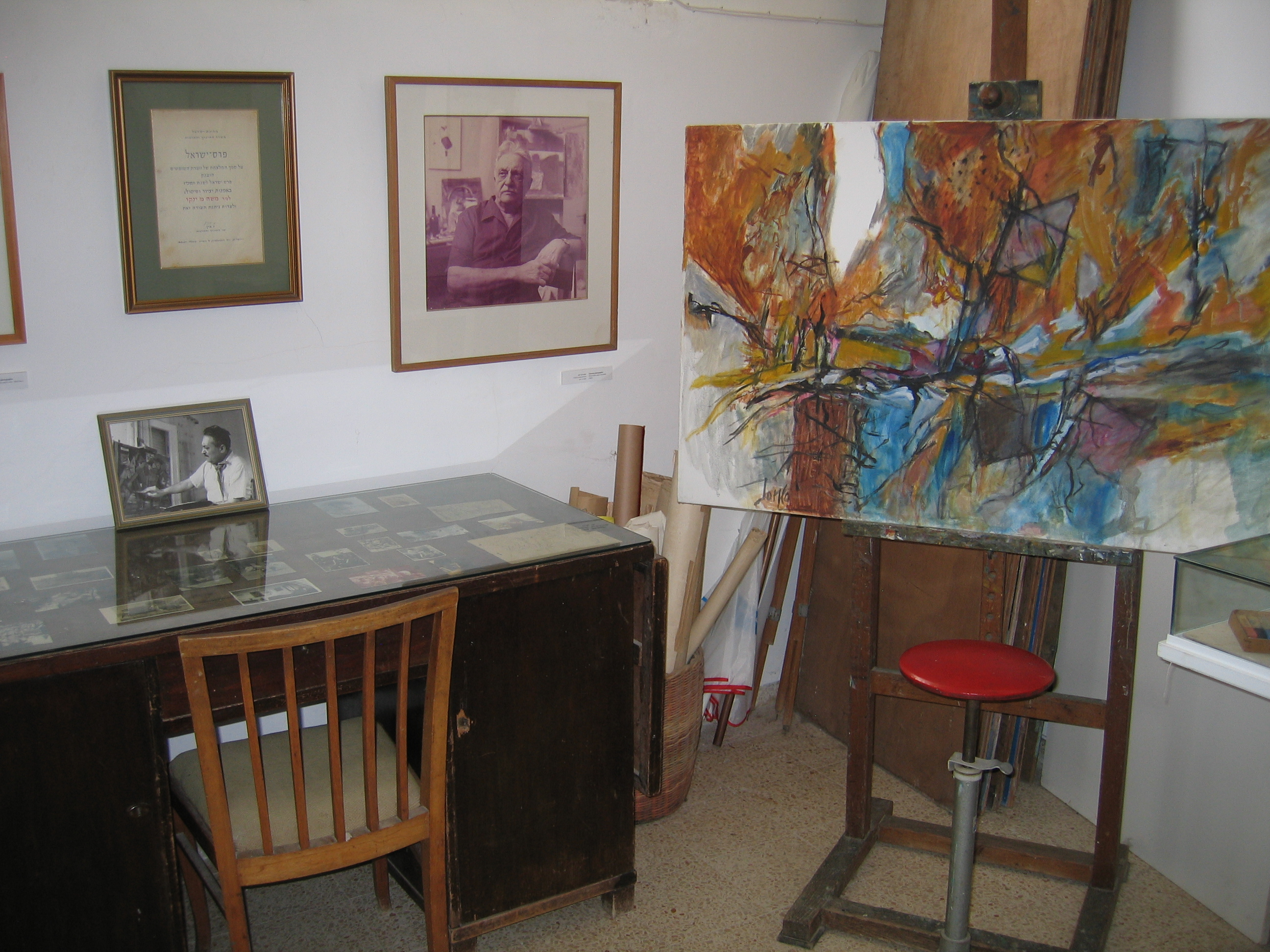
Jancos studio i Ein Hod fotograferad 2006
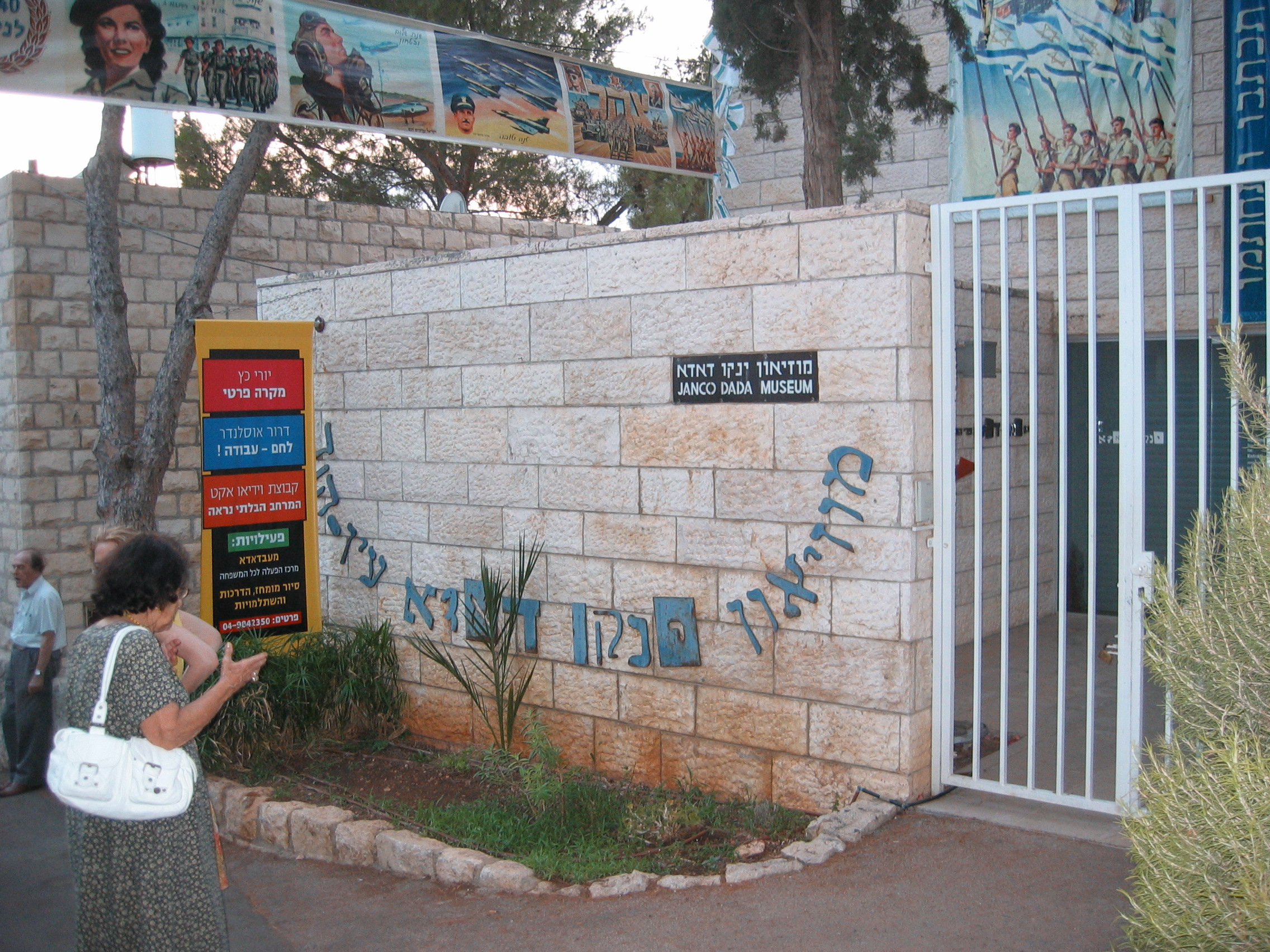
Ingången till Janco Dada Museum i Ein Hod, fotograferad 2006